# Basilique Saint-Ferjeux
Pour les articles homonymes, voir Saint-Ferjeux (homonymie).
La basilique Saint-Ferjeux de Besançon est une basilique de style éclectique romano-byzantin située dans le quartier de Saint-Ferjeux à Besançon. Elle a été construite sous les saints patronages de saint Ferjeux et saint Ferréol (saints patrons de Besançon). Celle-ci exalte à la fois leur lignée spirituelle (l'apôtre saint Jean, son disciple saint Polycarpe, le disciple de celui-ci saint Irénée, qui envoie saint Ferréol et saint Ferjeux en Séquanie), mais aussi les grands saints qui ont vécu en Franche-Comté (sainte Colette, réformatrice de l'ordre des Clarisses ; sainte Jeanne-Antide Thouret, fondatrice des Sœurs de la Charité...).
La basilique fait l'objet d'une inscription au titre des monuments historiques depuis le 27 octobre 2006.

## Saint Ferjeux et saint Ferréol
Vers la fin du IIe siècle, l'évêque saint Irénée de Lyon, disciple de saint Polycarpe de Smyrne, lui-même disciple de l'apôtre Jean, envoie deux prêtres évangélisateurs, saint Ferjeux et son frère saint Ferréol (originaires d'Athènes en Grèce) fonder l'église catholique de Vesontio (Besançon en latin) et évangéliser la Séquanie gallo-romaine.

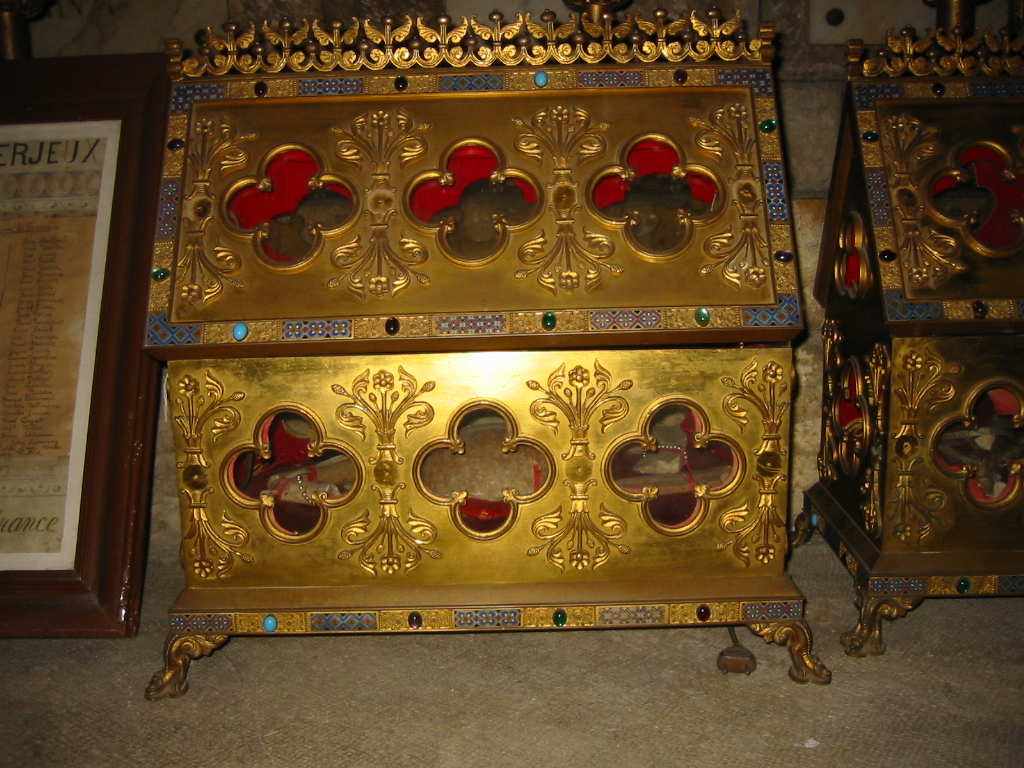
Reliquaires de saint Ferjeux dans la crypte de l'église.

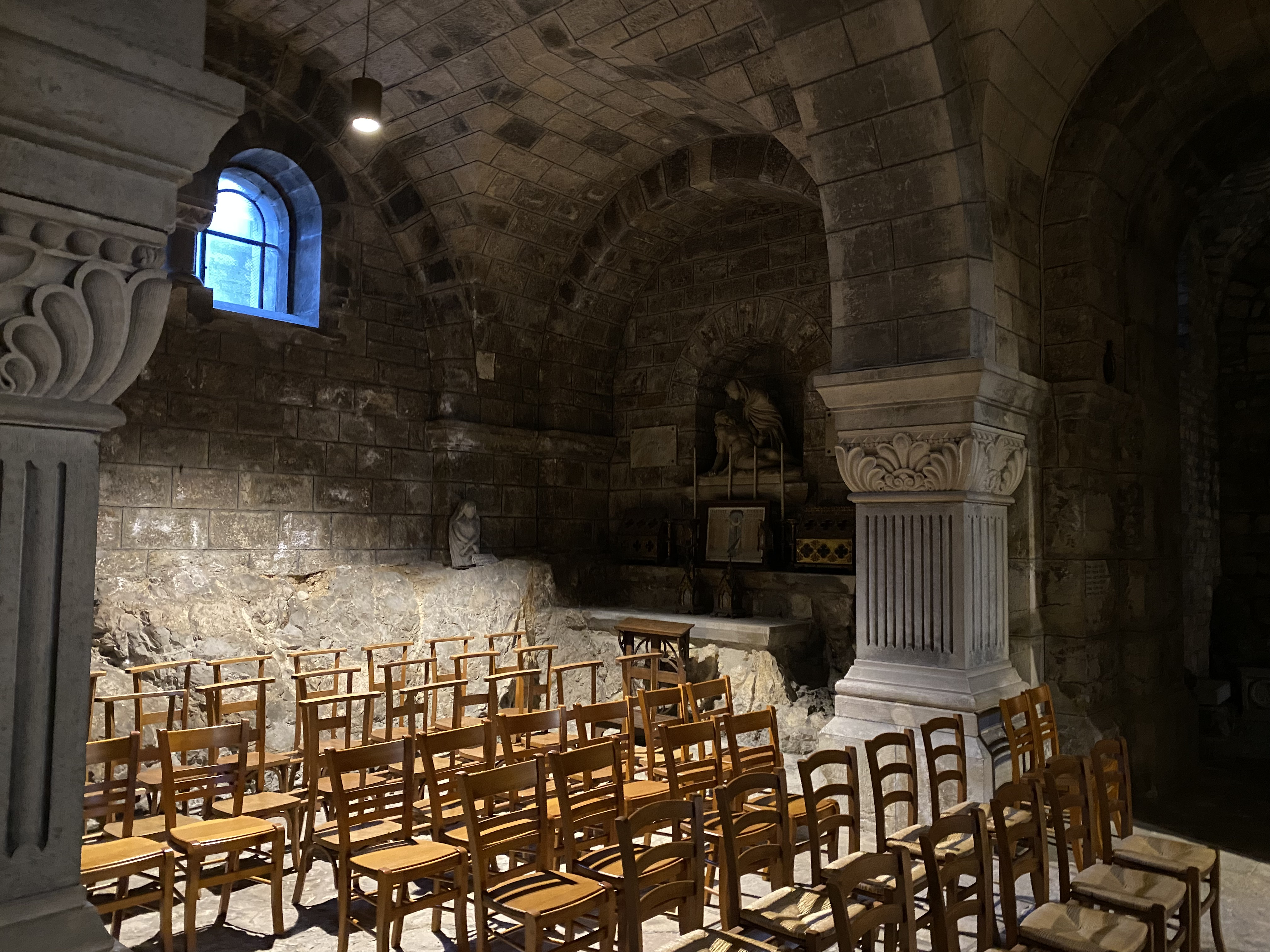
Basilique Saint-Ferjeux. Dans la crypte, vestiges de la grotte où auraient vécu les saints, et autel où se trouvent les reliques.

Ils s'installent dans une grotte aux alentours de Besançon (selon la tradition, là où se trouve la basilique), d'où ils mènent leur action. Après qu'ils ont tenté, dit-on, de convertir la femme du gouverneur romain Claude, celui-ci voit dans leur action chrétienne une source de trouble public. Il les fait décapiter le 10 juin 212.
Ferjeux et Ferréol deviennent les Saints patrons de Besançon et sont fêtés conjointement le 16 juin.

## Histoire

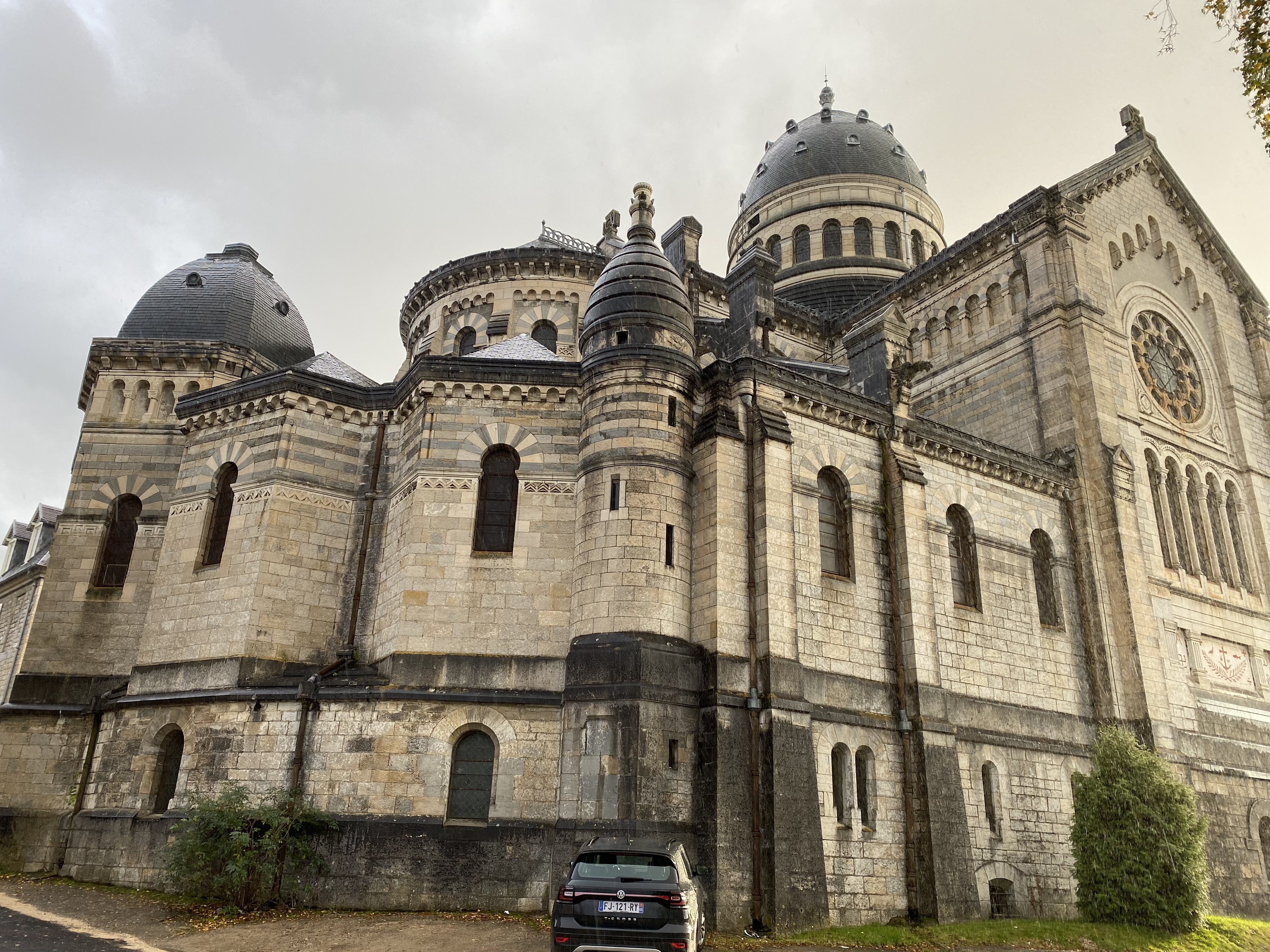
Basilique Saint-Ferjeux. Extérieur de l'abside.

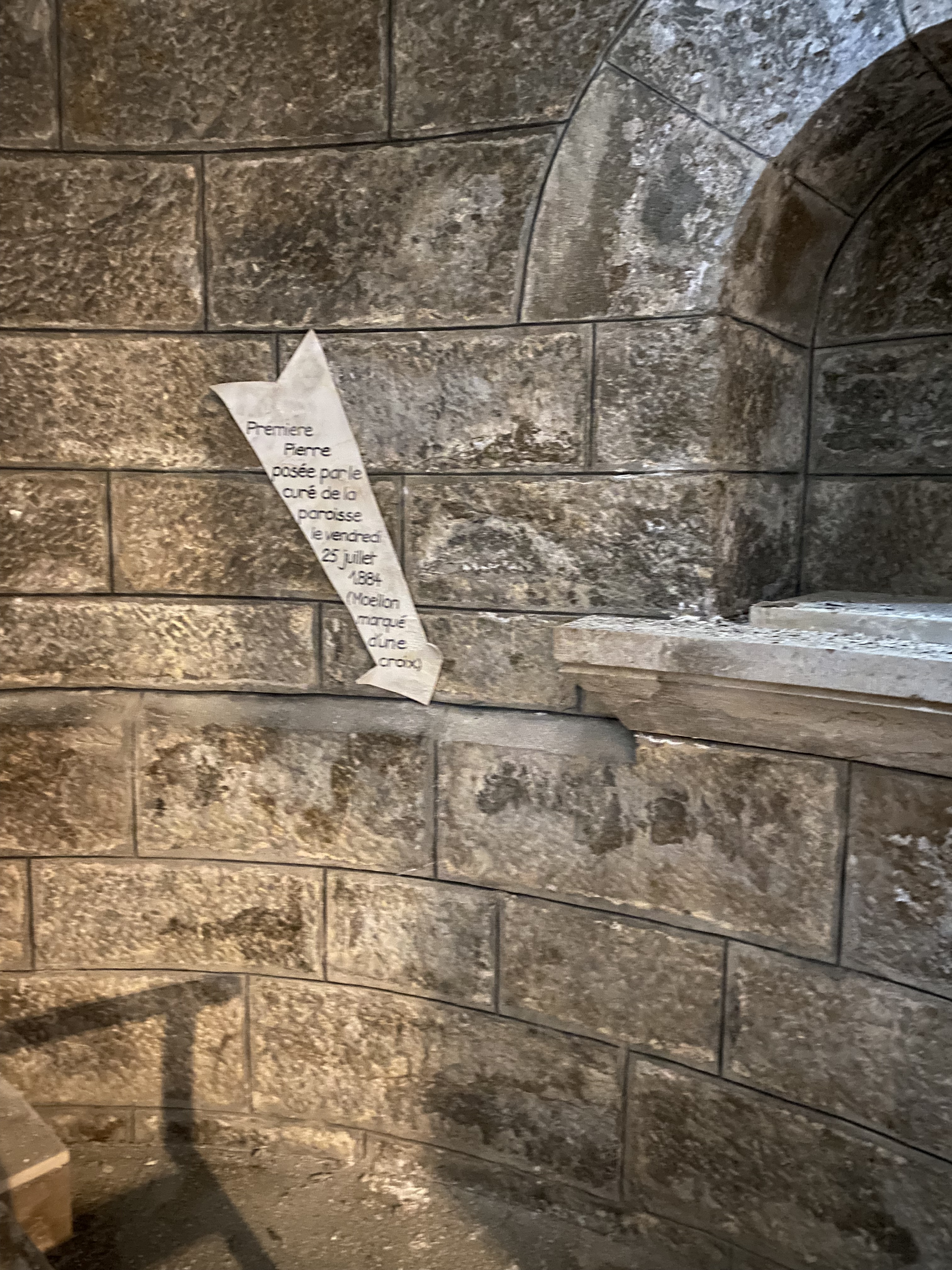
Basilique Saint-Ferjeux. Première pierre de l'édifice.

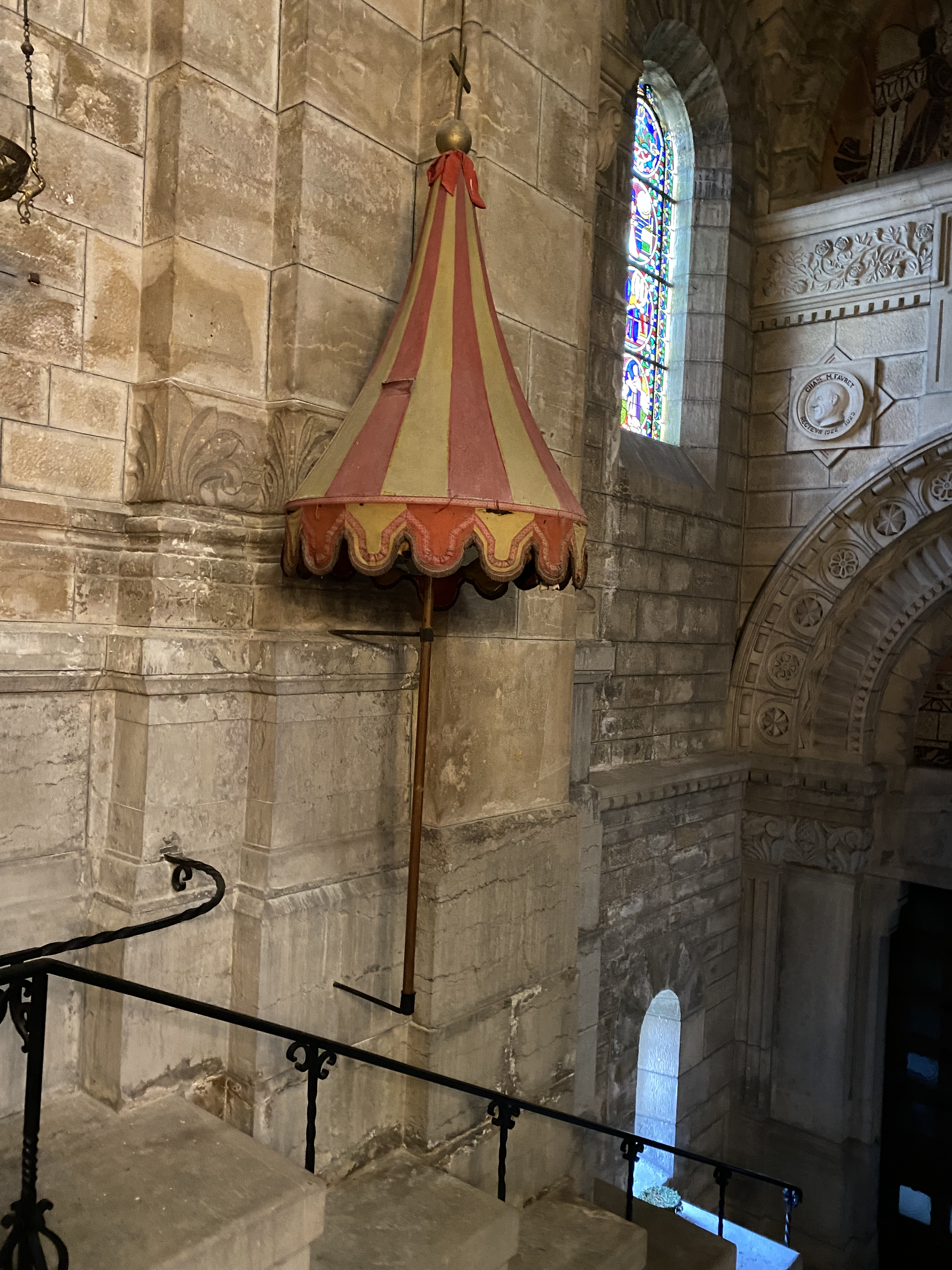
Basilique Saint-Ferjeux : Ombrellino.

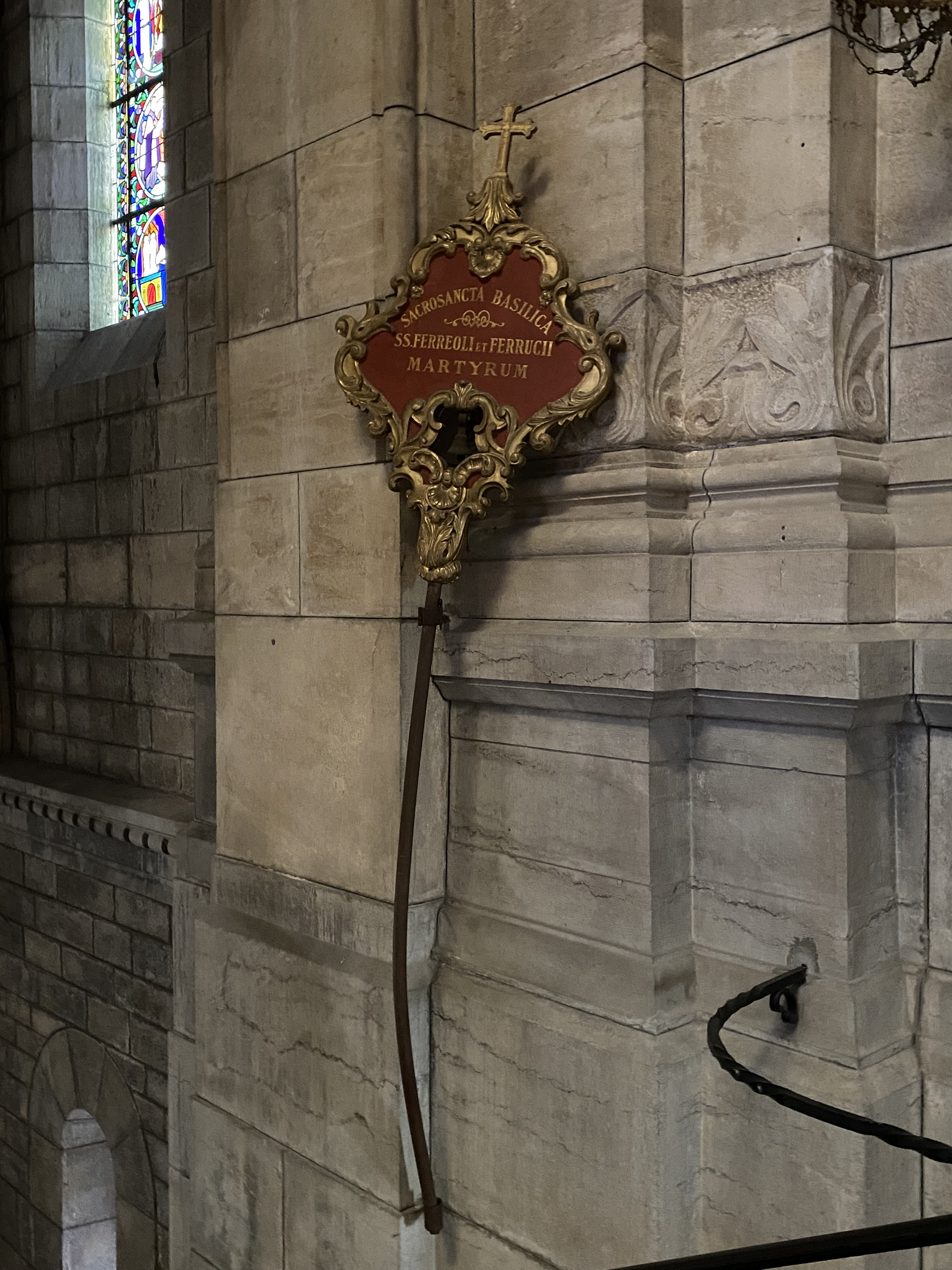
Basilique Saint-Ferjeux : Tintinnabulum.

Sur le lieu même de la future basilique, une première église existait, probablement bâtie vers 1657. Durant la Révolution, elle fut transformée en hôpital.
En octobre 1870, les saints patrons de la ville de Besançon furent invoqués par le Cardinal Césaire Mathieu pour protéger la ville des troupes prussiennes. La ville ayant été épargnée, celui-ci prononce un vœu solennel le 26 janvier 1871 : il s'agit d'ériger un nouvel édifice sur le lieu que la tradition locale reconnaissait comme la grotte qui avait abrité les deux saints. En novembre 1870, un premier projet est déposé par l'architecte franc-comtois Alfred Ducat, à titre gracieux.
Mais Édouard Bérard, élève de Eugène Viollet-le-Duc, sera désigné pour réaliser l'édifice. Or, ce deuxième projet s'avérant trop coûteux, c'est le projet d'Alfred Ducat qui sera finalement retenu. Celui-ci reste dans l'esprit des constructions de l'époque : basilique Notre-Dame de Fourvière à Lyon, le Sacré-Cœur de Montmartre à Paris ou encore la cathédrale Sainte-Marie-Majeure de Marseille.
Les premiers travaux commencent cette même année, et une première messe est célébrée en 1892 dans la partie déjà construite. La crypte est inaugurée en 1895. En 1898, Alfred Ducat décède, et son disciple et collaborateur, Joseph Simonin, achève la construction. En 1905, la ville de Besançon en obtient la propriété et la charge. En 1912, l'église est érigée officiellement en basilique. L'ombrellino et le tintinnabulum qui se trouvent de part et d'autre du transept sont les emblèmes réservés aux basiliques. Le 21 juin 1925, elle est enfin consacrée, soit cinquante-quatre années après le vœu du cardinal Césaire Mathieu.

## Architecture

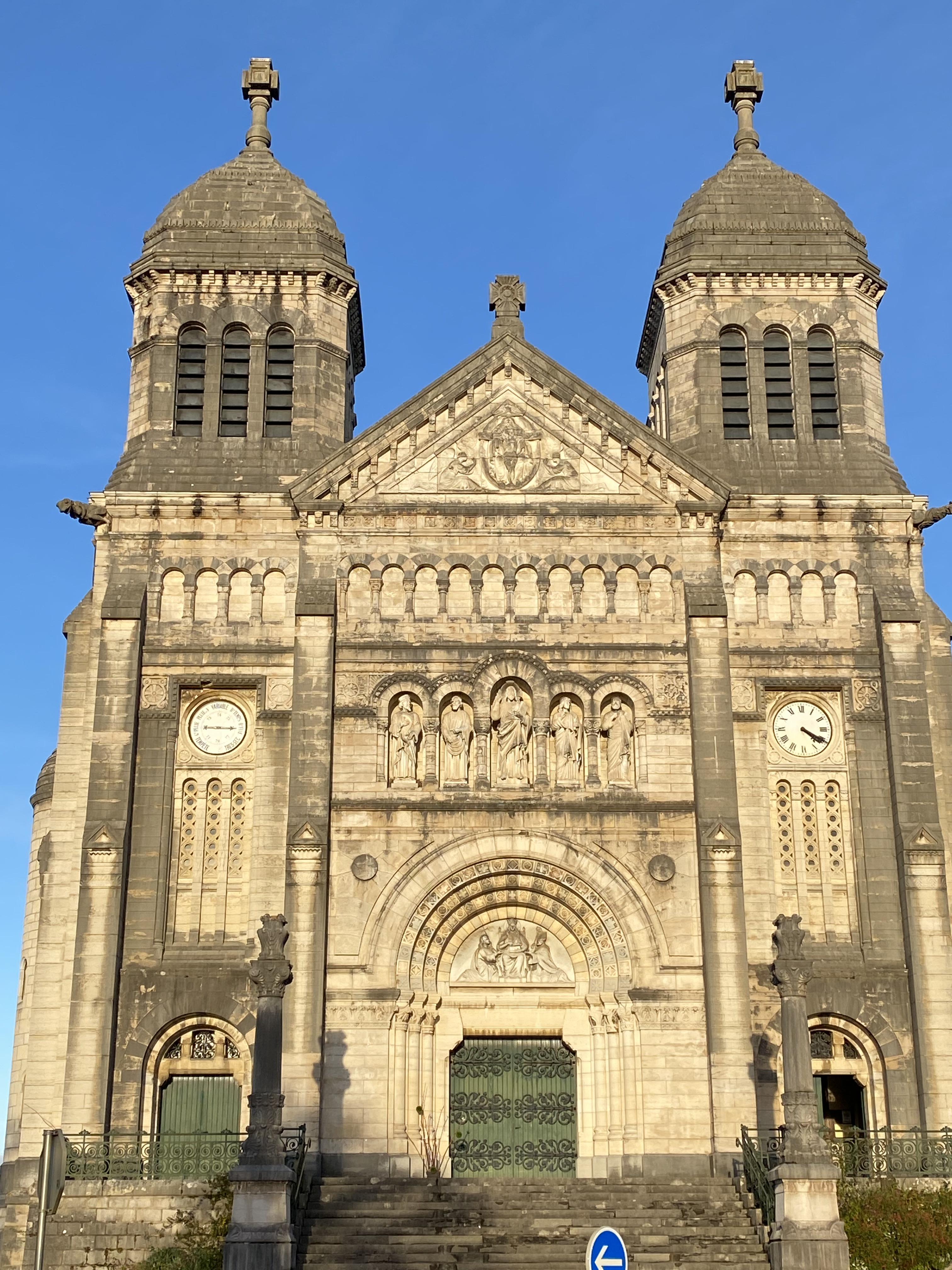
Basilique Saint-Ferjeux : Façade.

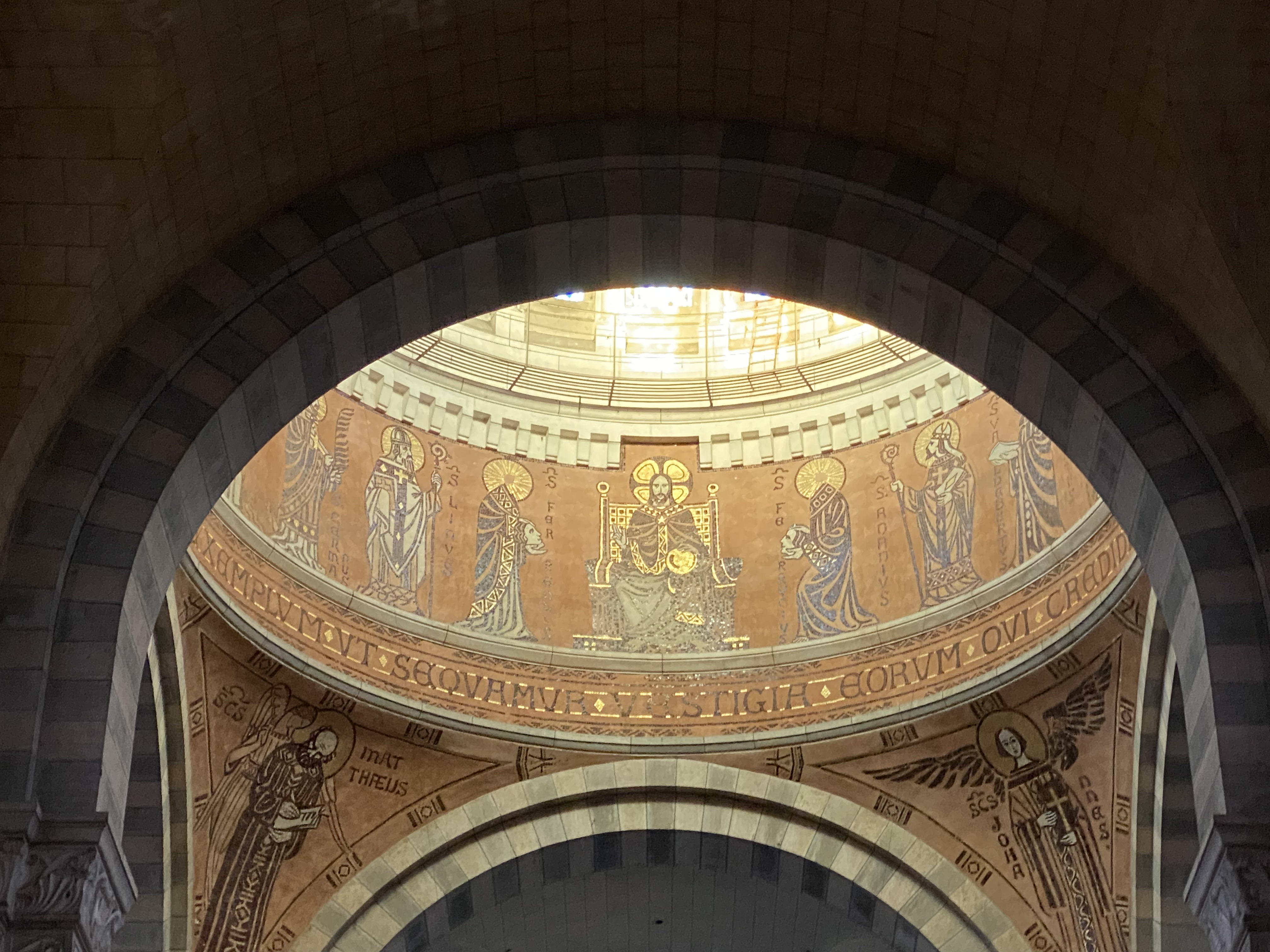
Élément du tambour.

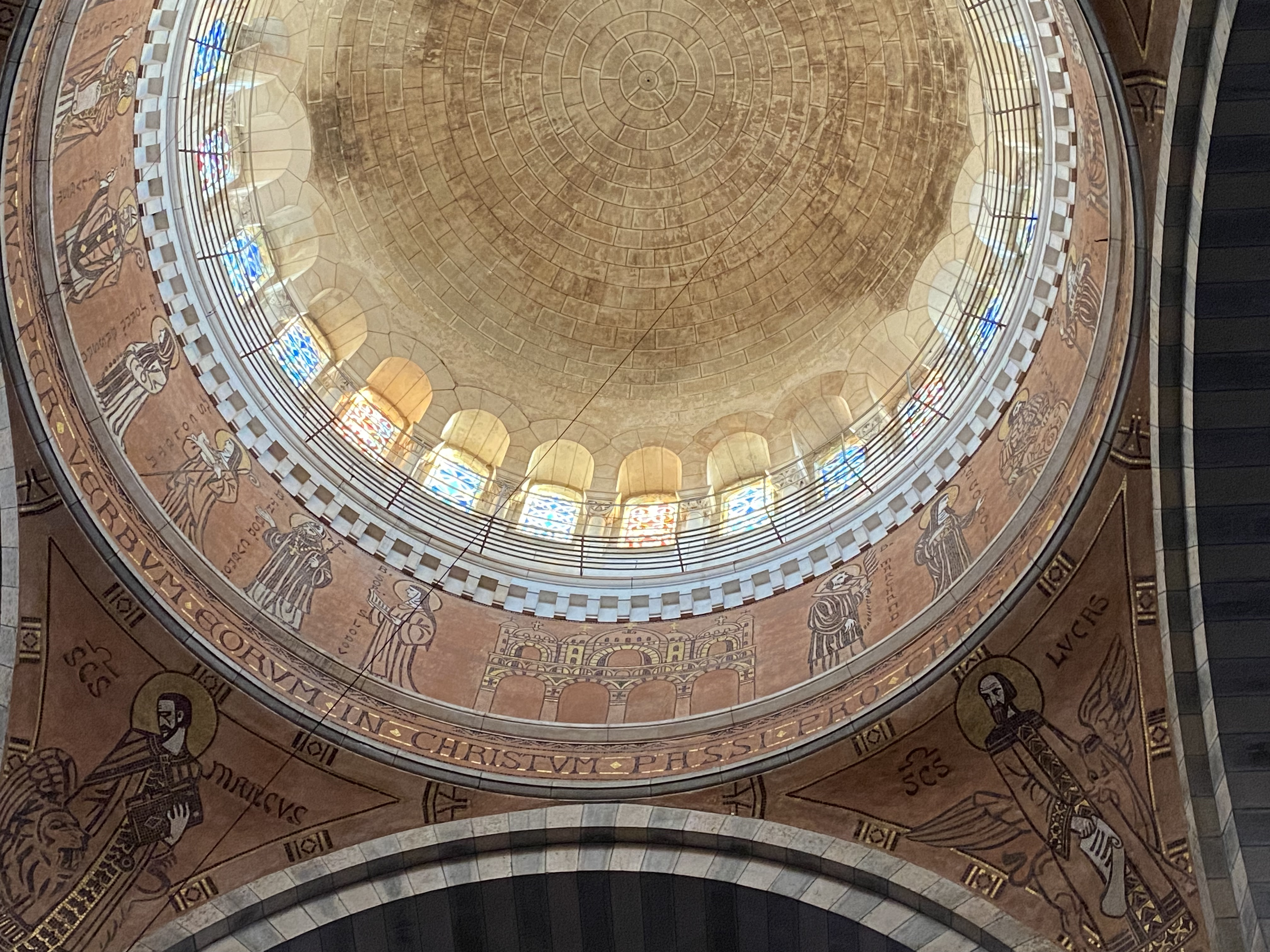
Basilique Saint-Ferjeux : La coupole et le tambour avec la Jérusalem céleste.

La basilique est de style romano-byzantin, et sa façade antérieure est calée par deux imposantes tours, dans lesquelles sont respectivement insérés : à gauche un baromètre et à droite une horloge. Sous le chœur, le transept et une partie de la nef existe une crypte accessible par deux escaliers situés latéralement. Cinq chapelles sont situées autour de l'abside et des peintures murales réalisées par des artistes originaires de la ville se déroulent au-dessus des grandes arcades de la nef. Pierre Pfister est chargé du programme de décoration inspiré de ses recherches archéologiques dans les catacombes romaines.
La coupole est composée de mosaïques, œuvres d'Ulysse Camille Drupt (1876–1968). Un ensemble de vitraux fabriqués par l'atelier Gaudin et des sculptures de Just Becquet complètent le décor.
Le tambour de la coupole repose sur quatre pendentifs sur lesquelles sont représentés chacun des quatre évangélistes Matthieu, Marc, Luc et Jean. Il figure le Christ faisant face à la Jérusalem céleste, et entouré des saints du diocèse.
À sa gauche : 
- saint Joseph Marchand ; sainte Gude (Godoila) ; saint Cizius ; sainte Odile (Ottilia) ; saint Nicet (Nizier), évêque de Besançon ; saint Colomban ; saint Germain, évêque de Besançon ; saint Lin, évêque de Besançon ; saint Ferréol.
À sa droite :  
- saint Ferjeux ; saint Aignan, évêque de Besançon (Ananius) ; saint Valbert (Valdebertus) ; saint Calixte Ier ; saint Sylvestre, évêque de Besançon ; bienheureuse Jeanne Bass (?) ; sainte Colette ; saint Théodore Cuenot ; bienheureuse sœur Louise (?).
Au pied du tambour, on peut lire cette inscription latine : 
« Passi pro Christo, reliquerunt exemplum ut sequamur vestigia eorum, qui credidimus per verbum eorum in Christum » (« Ayant souffert pour le Christ, ils ont laissé un exemple, afin que nous suivions leurs traces, nous qui avons cru au Christ grâce à leur parole »).
Dans le chœur, cette frise au-dessus des arcades de l'abside : 
« Corpora ipsorum in pace sepulta sunt ; dans testamento stetit semen horum ; ad usque in aeternum manebit » (« Leurs corps ont été ensevelis dans la paix ; leur semence est restée en témoignage : elle demeurera pour l'éternité »).

## Les orgues et la tribune

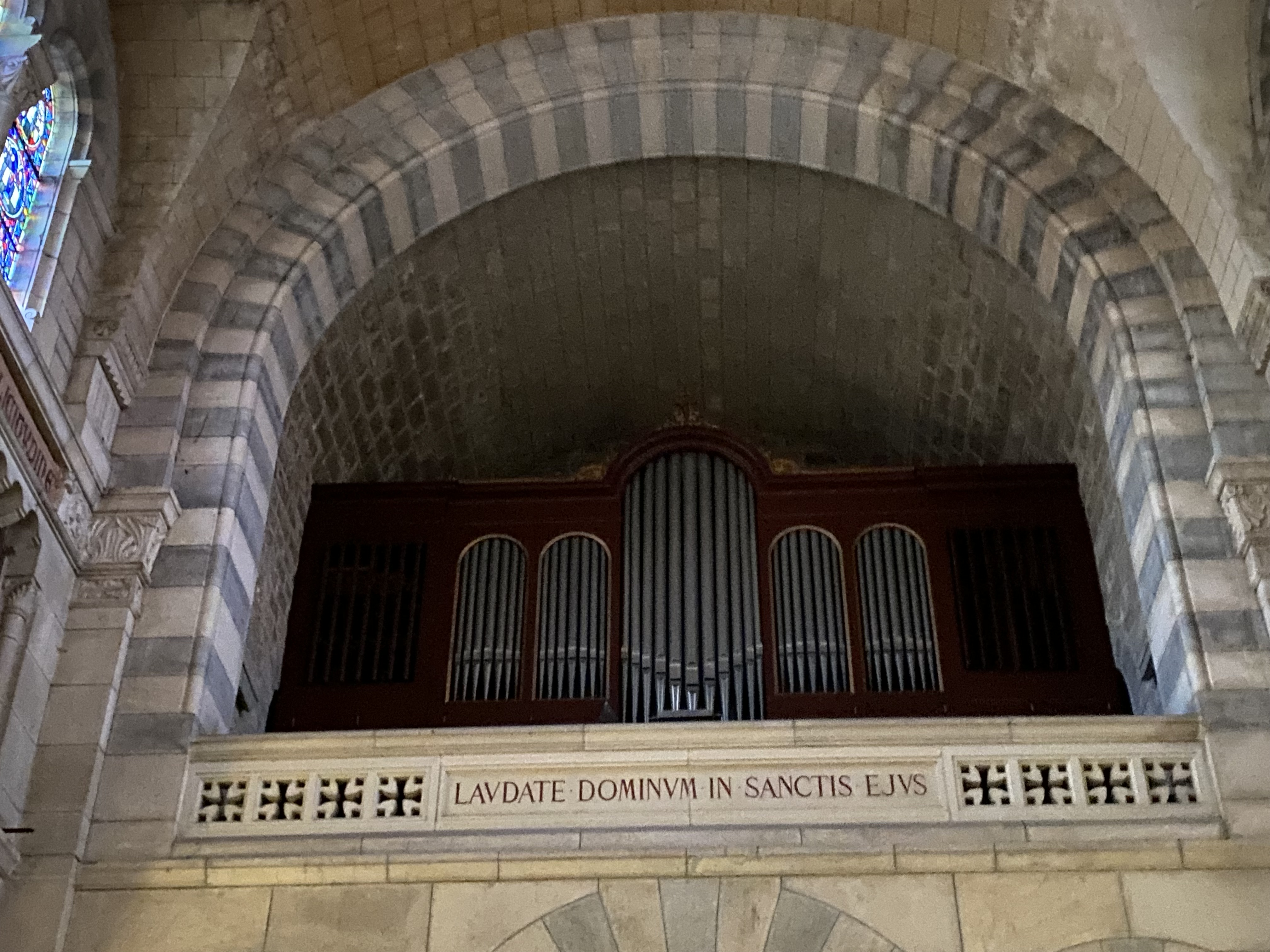
Basilique Saint-Ferjeux : Tribune.

Sur la balustrade de la tribune de l'orgue, on peut lire :
« Laudate Dominum in Sanctis ejus », soit : « Louez le Seigneur dans ses Saints ».
Le buffet d'orgue situé en tribune au fond de la nef remonte à un instrument de huit jeux construit par le facteur d'orgues Jean-Baptiste Ghys de Dijon (Côte-d'Or) pour l'abbé Jules Marquiset, curé de la paroisse de Gendrey (Jura),.
Lorsque ce dernier est nommé curé de la basilique Saint-Ferréol et Saint-Ferjeux de Besançon, il apporte avec lui l'instrument dont il est propriétaire et le fait installer dans la tribune. Mais l'instrument est trop faible dans cette immense basilique ; Jean-Baptiste Ghys y ajoutera un deuxième clavier doté de dix jeux. Le jeune organiste et compositeur Jehan Alain a le loisir de jouer sur cet instrument. En 1930, le facteur d'orgues Jules Bossier de Dijon ajoute un troisième clavier de positif doté de dix nouveaux jeux. Jehan Alain est alors sollicité pour donner son avis sur la nomenclature de ces jeux, dans une recherche néo-classique des timbres pour le rendre capable de faire sonner ses conceptions musicales, et inaugurera cet orgue agrandi et rénové le 10 juin 1932. En 1949, la manufacture d'Edmond Alexandre Roethinger de Schiltigheim (Bas-Rhin) assure un relevage complet de l'orgue, sans en modifier la composition.
En 1983 est créée l'Association des Amis des Orgues de Saint-Ferjeux. Enfin en 1988, Jean-Marc Cicchero de Gentilly (Val-de-Marne) réalise une restauration complète de l'orgue. C'est sur ce remarquable instrument de la basilique Saint-Ferréol et Saint-Ferjeux que Marie-Claire Alain a enregistré la deuxième intégrale de l'œuvre d'orgue de son frère Jehan Alain en 2000. En 2015, le troisième clavier est consolidé, et le moteur est changé en 2019.

## Galerie

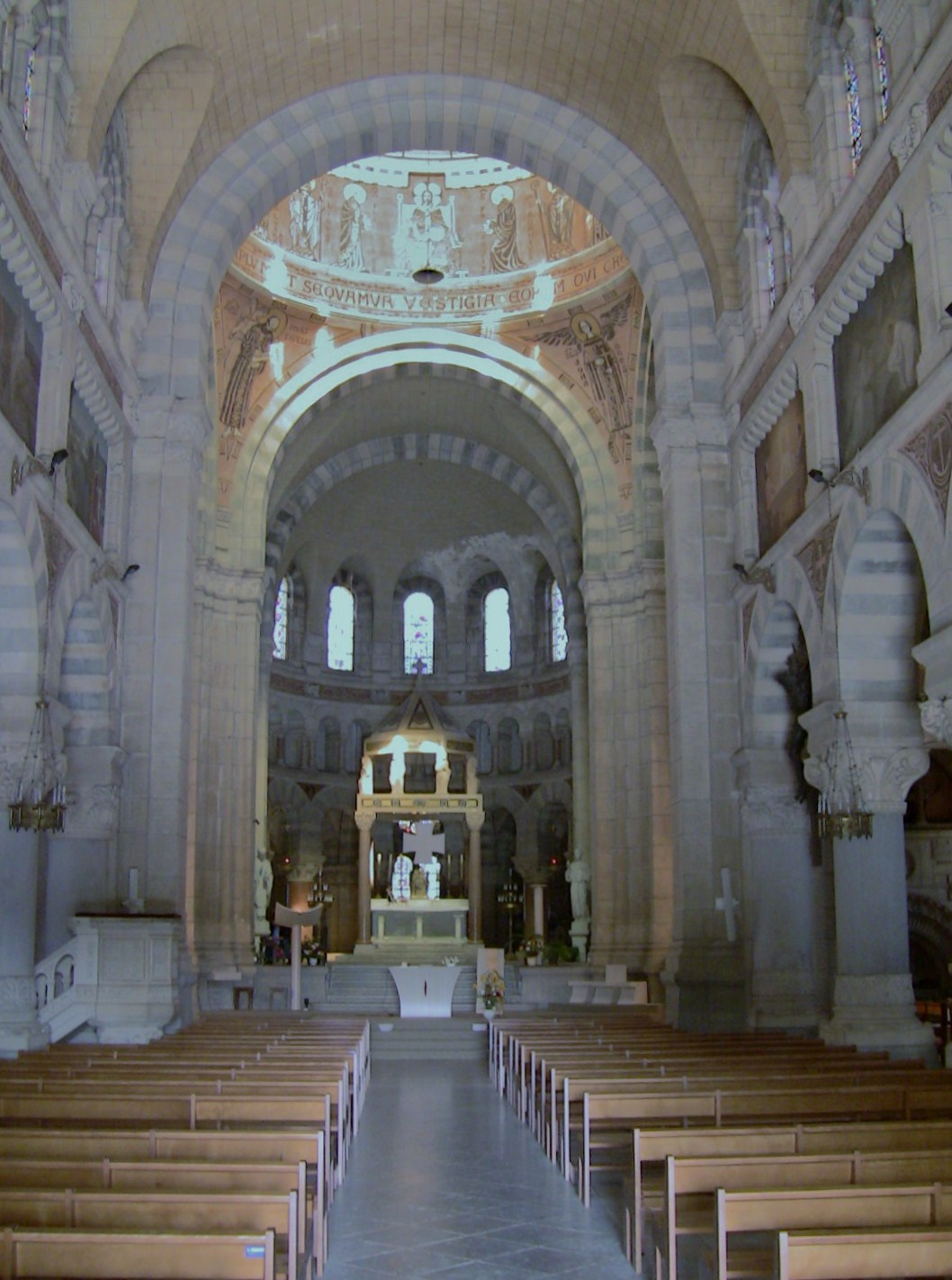
L'intérieur de la basilique
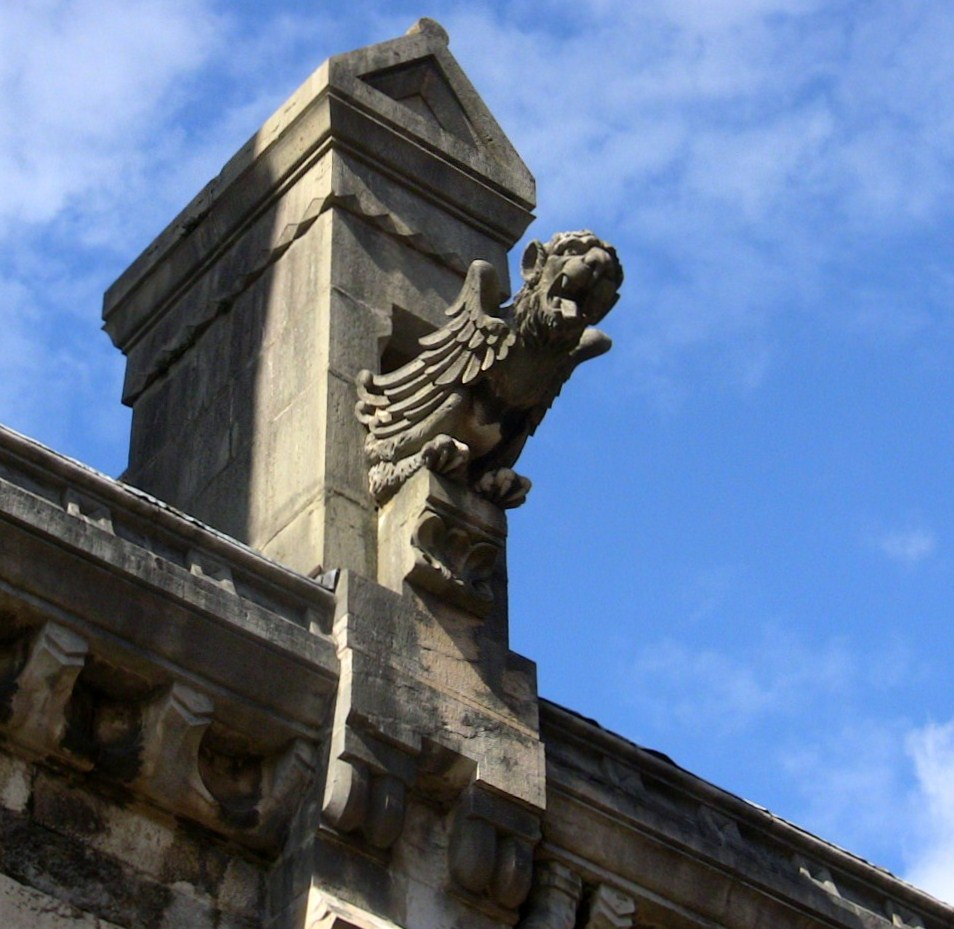
Une gargouille
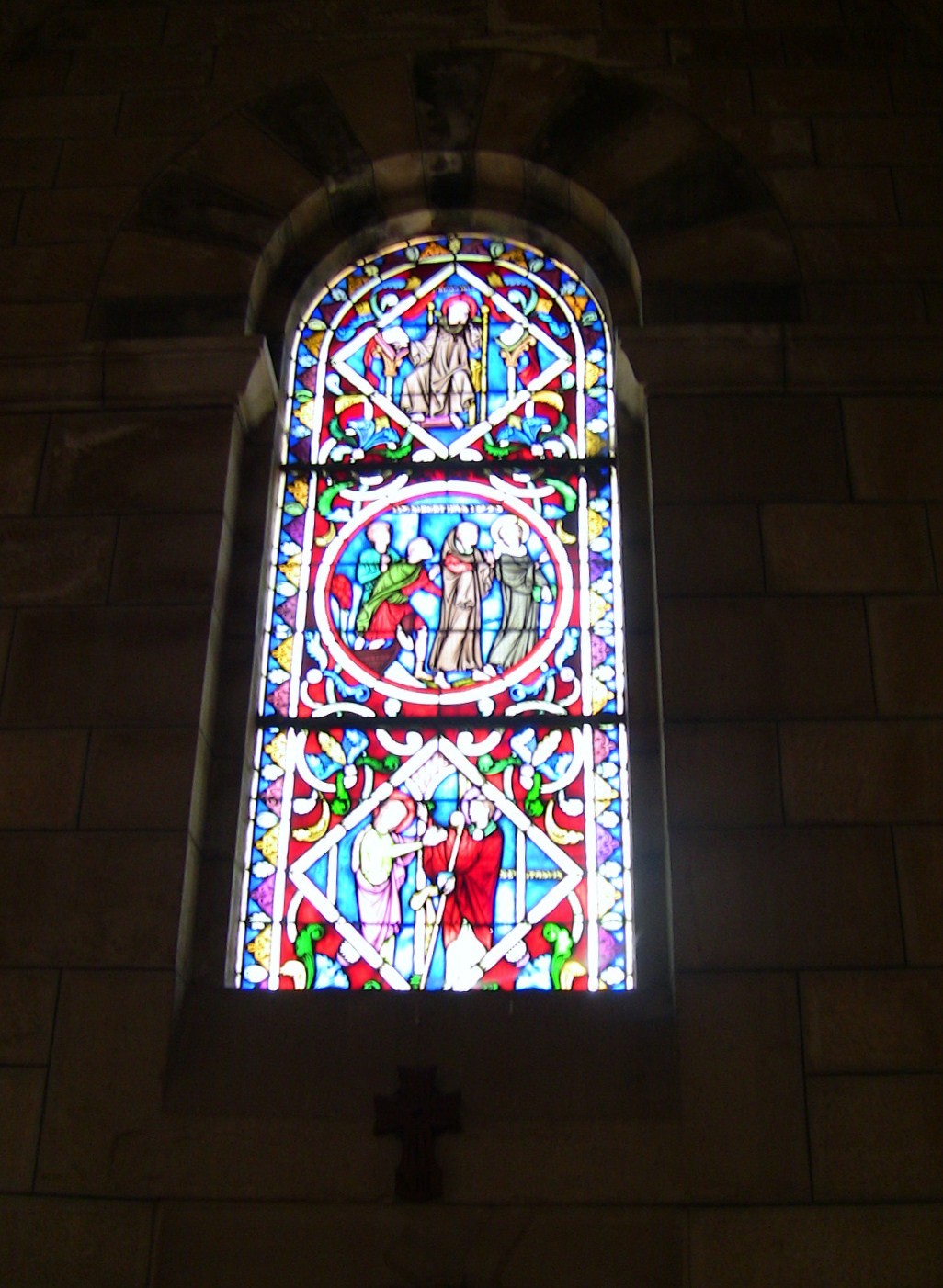
Un vitrail